# Pedro Agustín de Valencia
Pedro Agustín de Valencia y Fernández del Castillo (Popayán, 26 de agosto de 1710-17 de marzo de 1788) fue un empresario, minero, comerciante y filántropo neogranadino, fundador de la Casa de Moneda de Popayán y padre del i conde de Casa Valencia. Destinó una parte considerable de su patrimonio a la construcción y mejoramiento de numerosas obras en su ciudad natal y es considerado el hombre público de más notable figuración en su región durante el siglo XVIII.

## Biografía

### Origen y nacimiento
Nacido en el seno de una familia de la nobleza peninsular, fue el tercero de los catorce hijos del español Pedro de Valencia y Aranda, oriundo de Málaga, y la payanesa María Josefa Fernández del Castillo. Su padre había llegado a las Indias Occidentales en 1695 y se estableció ese mismo año en Popayán, ciudad de la cual llegó a ser alcalde ordinario en dos ocasiones y en la que contrajo matrimonio el 30 de julio de 1703.
El 6 de noviembre de 1746 los escribanos de Popayán certificaron la nobleza de Valencia y los servicios de sus antepasados.

### La Casa de Moneda de Popayán

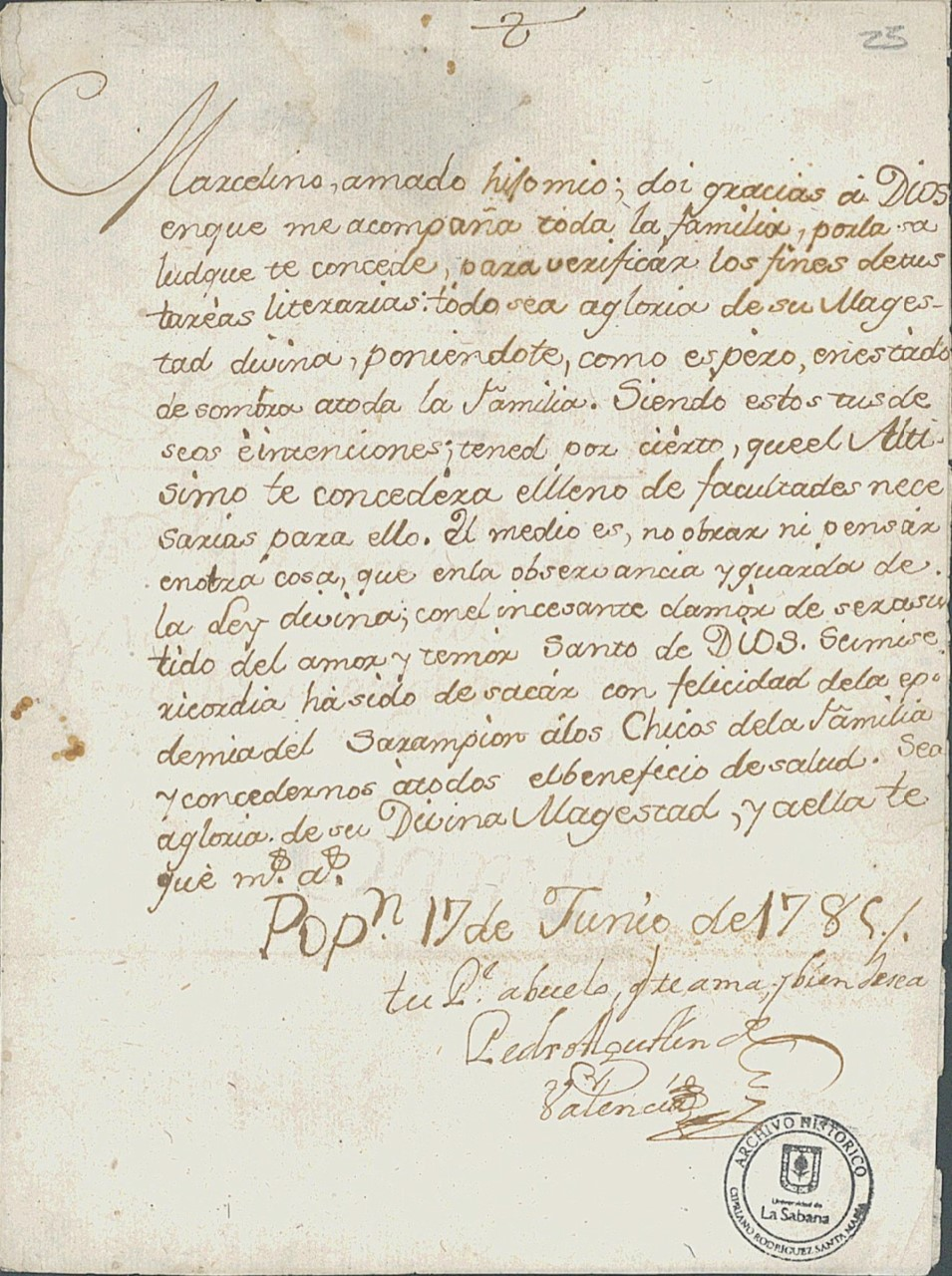
Carta de Valencia a su nieto Marcelino Pérez de Arroyo y Valencia, felicitándolo por sus estudios universitarios y celebrando que su familia se hubiese salvado de la epidemia de sarampión de 1784. (Archivo Histórico Cipriano Rodríguez Santamaría, Fondo Santiago Arroyo y Valencia, Universidad de la Sabana, Bogotá).

En 1725, la ciudad de Popayán solicitó a la Corona española el establecimiento de una Casa de Moneda en esa ciudad, "para evitar la extracción clandestina que se hacía en pasta y polvo de oro que producen aquellas provincias con motivo de la distancia de Santafé." El 8 de junio de 1726 el rey de España le ordenó al presidente de la Real Audiencia de Santafé que le informase acerca de la conveniencia de establecer una casa de moneda en Popayán. El informe rendido a la corona determinó que en las inmediaciones de la ciudad se trabajaban muchas minas de las cuales se extraían grandes cantidades de oro y que existía gran dificultad para transportarlo hasta Lima o Santafé a fin de acuñar monedas. También se indicaba que las provincias inmediatas a Popayán producían oro suficiente para mantener una casa de moneda en esa ciudad, sin perjuicio de la de Santafé.
El 29 de junio de 1729, mediante Real Cédula, el monarca español responde afirmativamente a la solicitud que le hiciese Popayán, autorizando la erección de una Casa de Moneda en esa ciudad, mas la buena nueva no pudo ser llevada a feliz término dada la insuficiencia de fondos en las arcas locales. Valencia fue nombrado el 15 de agosto de 1749 como tesorero propietario de la Casa de Moneda de Popayán, fundada por él un año antes y para cuya erección invirtió cuantiosos recursos de su propio peculio. Al protocolizar el nombramiento contenido en la real cédula otorgada por Fernando VI, Valencia fue designado como tesorero a perpetuidad y por juro de heredad. Sin embargo, la creación de esta casa de moneda supuso una competencia para la que ya existía en Santafé, por lo que surgieron rencillas y trabas a instancias de María Ana de Ricaurte, viuda del fundador de la casa santafereña, para evitar el funcionamiento de la de Popayán. Valencia se trasladó a Santafé con el fin de dirimir la controversia pero «tuvo en su contra a toda la ciudad, especialmente a los oidores y al propio virrey.»
Además de la Casa de Moneda de Santafé y su oficina en Cartagena de Indias, la única ceca autorizada por la corona española en el virreinato de la Nueva Granada fue la de Popayán. La oposición a su funcionamiento se fundamentaba en que, de acuerdo con la interpretación de la familia del fundador de la casa capitalina, solo a la de Santafé le había sido otorgado el privilegio de abrir una o más cecas en ese territorio, interpretación que fue desestimada por el monarca español dado que para esa fecha Popayán estaba sujeta a la autoridad administrativa de la Real Audiencia de Quito. Ante la imposibilidad de encontrar una solución en la capital, Valencia decide enviar a España a su hijo Francisco y a su yerno Andrés José Pérez de Arroyo para dirimir el pleito directamente ante la corona española, gestión que arrojó frutos: el 31 de enero de 1758, la Casa de Moneda de Popayán pudo reabrirse y funcionar con la autorización directa de la península.
Sin embargo, la autorización solo sirvió por unos pocos años más, pues la ceca payanesa fue incorporada de manera definitiva a los bienes de la corona el 30 de enero de 1771, tras la determinación de Fernando VI de que cesara la acuñación de monedas por parte de particulares, declarando que a éstos se les indemnizarían los justos derechos que tuvieran legítimamente adquiridos. Esta situación se originó, entre otras razones, por las dificultades surgidas alrededor de la financiación de la Real Expedición de Límites con Portugal, para la que varias casas de moneda en territorio americano no aportaron recursos. Para resarcir a Valencia de las cuantiosas inversiones que había destinado para la construcción y puesta en funcionamiento de la Casa de Moneda, fue nombrado tesorero con derecho a que su hijo Joaquín lo sucediese en ese cargo, lo que sucedió en 1784, y su hijo Francisco fue agraciado con el título de Conde de Casa Valencia el 17 de noviembre de 1789. La Casa de Moneda de Popayán continuó en funcionamiento hasta 1820.

### Trayectoria, obras públicas y filantropía

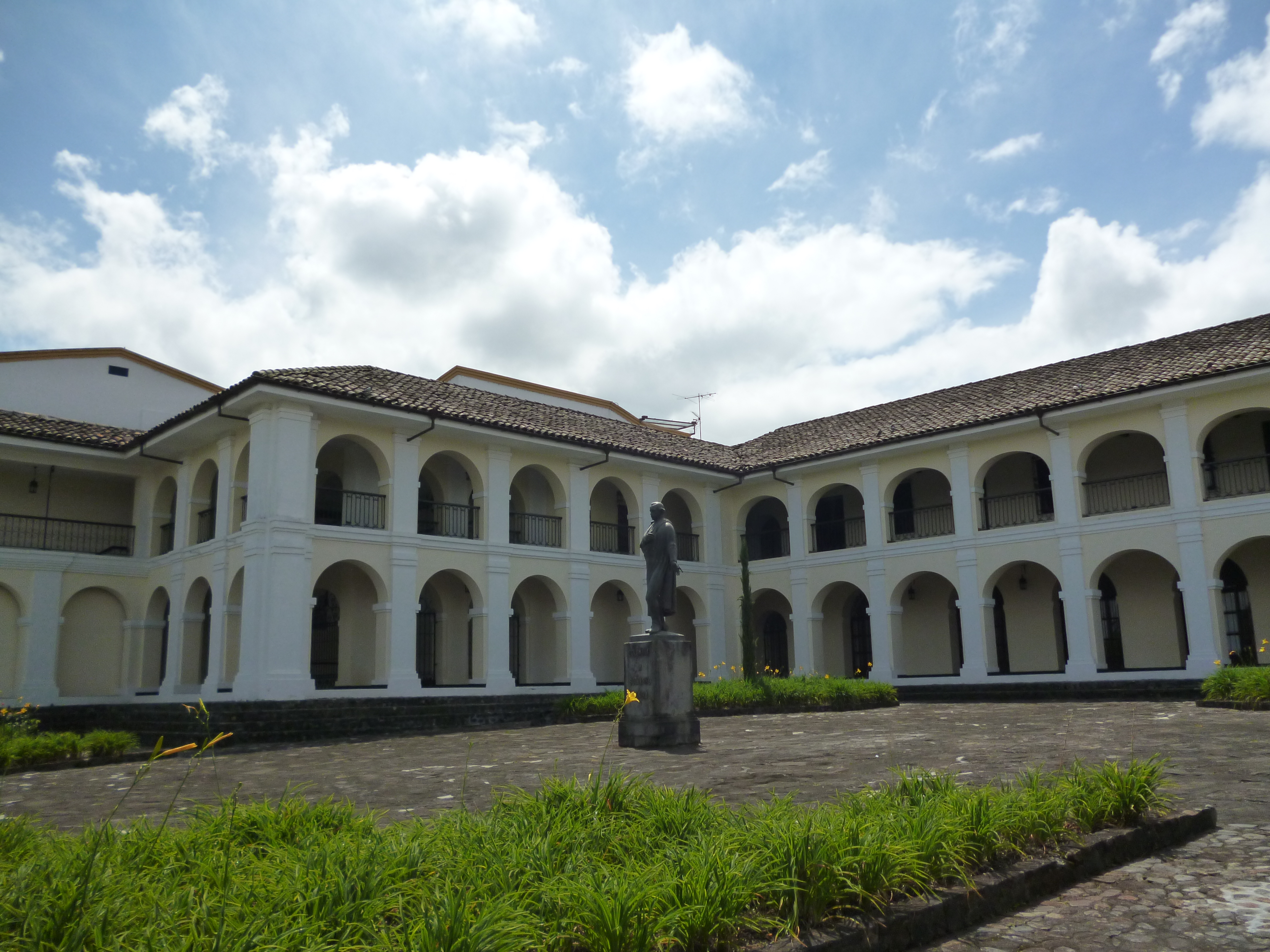
Museo Nacional Guillermo Valencia, en Popayán, donde se conservan el retrato y varias pertenencias de Pedro Agustín de Valencia.

Dentro de la administración virreinal, Valencia se desempeñó como síndico procurador general de su ciudad y juez de residencia del gobernador. 
Su faceta como benefactor le generó gran reconocimiento en su ciudad. Fue uno de los artífices, junto con el presbítero José de Beltrán y Caicedo, de la construcción en 1757 del primer acueducto que tuvo Popayán, previsto inicialmente para proveer de agua a la Casa de Moneda y que permaneció en continuo funcionamiento hasta 1928. Difundió entre las personas de escasos recursos de la región los conocimientos para la elaboración de la cera vegetal de laurel y a partir de esta iniciativa surgió una industria local de velas y bujías que funcionó con rentabilidad por casi un siglo. Apoyó con cuantiosas sumas de dinero el funcionamiento del Colegio de Misiones de Popayán y dotó su biblioteca. Costeó, así mismo, la construcción del puente sobre el río Palacé en las afueras de la ciudad y, en asocio con José Carvajal Bernaldo de Quirós, inició las obras de empedrado de las calles de Popayán a partir de 1739, pues el invierno las convertía en continuos lodazales.
Hombre de su tiempo, profundamente devoto, Valencia donó el expositorio de plata repujada para el altar mayor de la iglesia de San Agustín en 1759, así como los terrenos para la construcción de la iglesia de San Francisco. Bajo su mecenazgo y el de Bartola Arboleda, se logró costear toda la nave derecha de dicho templo, incluida la ornamentación interior, el órgano -que según la tradición había pertenecido al Palacio Real de Madrid- y la campana que está en su torre, denominada "de san Antonio" por la gran devoción que Valencia y su familia tenían hacia el santo lusitano y cuya veneración promovieron ampliamente. Sobre esta campana escribió su descendiente, el poeta Valencia:

(...) Vive en mis tradiciones familiares el relato de un generoso antepasado que condujo al crisol en que se fundía el metal de una enorme campana, destinada a anunciar las excelencias del Señor, quintales de oro que arrojó entre la copa ardiente, para infundirle cristalina sonoridad a la lengua de bronce.

Oración del académico doctor Guillermo Valencia, 30 de octubre de 1932, en Boletín de Historia y Antigüedades - Academia Colombiana de Historia, volumen XIX N° 225

## Familia
Contrajo matrimonio en Popayán el 12 de mayo de 1740 con Gerónima Rosa Sáenz del Pontón y Hurtado, nacida en Santafé el 16 de febrero de 1725, hija de Martín Carlos Sáenz del Pontón y María Luisa Hurtado de Olarte. Fueron padres de una numerosa prole compuesta por diecisiete hijos, entre ellos, Francisco, I Conde de Casa Valencia y oficial de la Secretaría de Estado del Despacho Universal de Indias; Joaquín, alcalde de Popayán, caballero de la Orden de Carlos III; Antonio Camilo, alumno del Seminario de Nobles de Madrid; y Pedro Estanislao, brigadier de la Real Armada Española, caballero comendador de la Orden de Isabel la Católica y de la de San Hermenegildo, y caballero de la orden de Carlos III.

Falleció en su ciudad natal el 17 de marzo de 1788 y por expreso deseo suyo fue sepultado con el hábito franciscano en el panteón familiar ubicado en la nave izquierda de la iglesia de San Francisco, detrás del altar de San Antonio de Padua. Su esposa falleció en la misma ciudad el 16 de febrero de 1803.

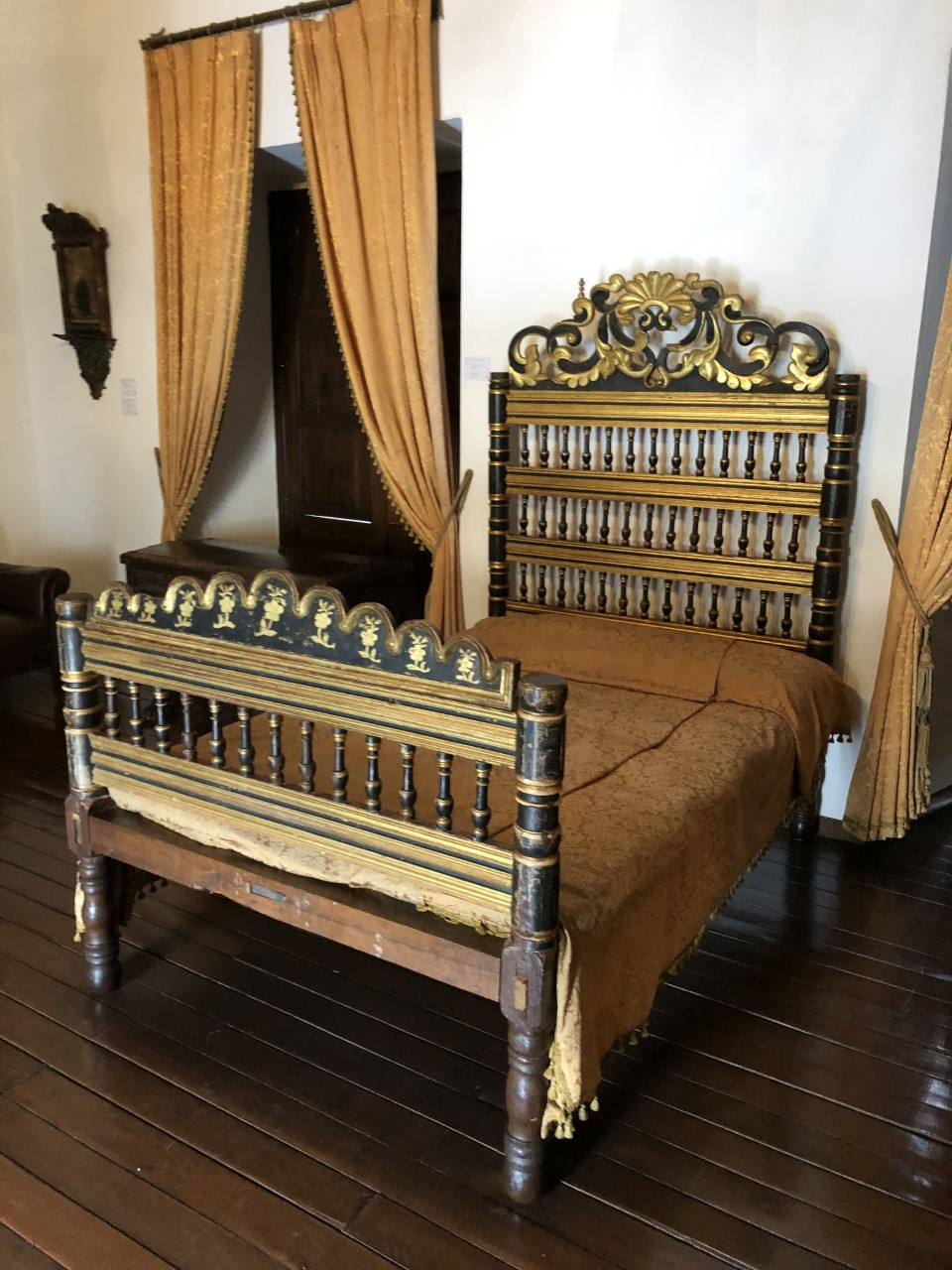
Cama quiteña que perteneció a Pedro Agustín de Valencia, Museo Nacional Guillermo Valencia, Popayán.

Numerosos descendientes de Pedro Agustín de Valencia han alcanzado notable figuración en la vida nacional de Colombia, entre ellos:
- Marcelino Pérez de Arroyo y Valencia (1764-1833), presbítero y arquitecto
- Pedro Felipe de Valencia y Codallos (1767-1816), II conde de Casa Valencia, prócer y mártir de la Independencia
- Santiago Arroyo y Valencia (1773-1845), abogado, congresista y naturalista conocido como El Prócer Civil de la Independencia
- Jaime Arroyo Hurtado (1815-1863), historiador, autor de la Historia de la Gobernación de Popayán
- Julio Arboleda Pombo (1817-1862), político y militar, Presidente de la República
- Miguel Arroyo Hurtado (1826-1893), abogado y militar, último Gobernador del Cauca Grande
- Manuel Antonio Arboleda Scarpetta (1870-1923), arzobispo de Popayán
- Miguel Arroyo Diez (1871-1935), abogado, periodista y diplomático, Ministro de Estado y designado a la Presidencia de la República
- Guillermo Valencia (1873-1943), poeta, pionero del Modernismo
- Miguel Antonio Arroyo Arboleda (1901-1966), político, historiador, alcalde de Popayán
- Manuel Antonio Arboleda Arboleda (1905-1936), político e intelectual
- Guillermo León Valencia (1909-1971), Presidente de la República
- Josefina Valencia de Hubach (1913-1991), sufragista, defensora de los derechos de la mujer
- Pedro Felipe Valencia López (1931-2000), empresario y diplomático
- Paloma Valencia (1978-) es una política, senadora del centro democrático

## Ancestros
| \| \| \| \| \| \| \| \| \| \| \| \| \| \| \| \| \| \| \| \| 8. Miguel de Valencia y Castillejo, hidalgo y vecino de Málaga \| \| \| \| \| \| \| \| \| \| \| \| \| \| \| \| \| \| \| \| \| \| \| \| \| \| \| \| \| \| \| \| \| \| \| \| \| \| \| \| \| \| \| \| \| \| \| \| \| \| \| \| \| \| 4. Manuel de Valencia y Aranda \| \| \| \| \| \| \| \| \| \| \| \| \| \| \| \| \| \| \| \| \| \| \| \| \| \| \| \| \| \| \| \| \| \| \| \| \| \| \| \| \| \| \| \| \| \| \| \| \| \| \| \| \| \| 9. Ana de Aranda \| \| \| \| \| \| \| \| \| \| \| \| \| \| \| \| \| \| \| \| \| \| \| \| \| \| \| \| \| \| \| \| \| \| \| \| \| \| \| \| \| \| \| \| \| \| \| \| \| \| \| \| \| \| 2. Pedro de Valencia y Aranda, alcalde de Popayán \| \| \| \| \| \| \| \| \| \| \| \| \| \| \| \| \| \| \| \| \| \| \| \| \| \| \| \| \| \| \| \| \| \| \| \| \| \| \| \| \| \| \| \| \| \| \| \| \| \| \| \| \| \| 10. Pedro de Aranda \| \| \| \| \| \| \| \| \| \| \| \| \| \| \| \| \| \| \| \| \| \| \| \| \| \| \| \| \| \| \| \| \| \| \| \| \| \| \| \| \| \| \| \| \| \| \| \| \| \| \| \| \| \| 5. Ana de Aranda y Forcallo \| \| \| \| \| \| \| \| \| \| \| \| \| \| \| \| \| \| \| \| \| \| \| \| \| \| \| \| \| \| \| \| \| \| \| \| \| \| \| \| \| \| \| \| \| \| \| \| \| \| \| \| \| \| 11. María Forcallo \| \| \| \| \| \| \| \| \| \| \| \| \| \| \| \| \| \| \| \| \| \| \| \| \| \| \| \| \| \| \| \| \| \| \| \| \| \| \| \| \| \| \| \| \| \| \| \| \| \| \| \| \| \| 1. Pedro Agustín de Valencia, I tesorero perpetuo de la Casa de Moneda de Popayán \| \| \| \| \| \| \| \| \| \| \| \| \| \| \| \| \| \| \| \| \| \| \| \| \| \| \| \| \| \| \| \| \| \| \| \| \| \| \| \| \| \| \| \| \| \| \| \| \| \| \| \| \| \| 11. Juan Fernández del Castillo Maldonado \| \| \| \| \| \| \| \| \| \| \| \| \| \| \| \| \| \| \| \| \| \| \| \| \| \| \| \| \| \| \| \| \| \| \| \| \| \| \| \| \| \| \| \| \| \| \| \| \| \| \| \| \| \| 6. Antonio Fernández del Castillo Centeno \| \| \| \| \| \| \| \| \| \| \| \| \| \| \| \| \| \| \| \| \| \| \| \| \| \| \| \| \| \| \| \| \| \| \| \| \| \| \| \| \| \| \| \| \| \| \| \| \| \| \| \| \| \| 12. Clara Centeno \| \| \| \| \| \| \| \| \| \| \| \| \| \| \| \| \| \| \| \| \| \| \| \| \| \| \| \| \| \| \| \| \| \| \| \| \| \| \| \| \| \| \| \| \| \| \| \| \| \| \| \| \| \| 3. María Josefa Fernández del Castillo y Cobo de Figueroa \| \| \| \| \| \| \| \| \| \| \| \| \| \| \| \| \| \| \| \| \| \| \| \| \| \| \| \| \| \| \| \| \| \| \| \| \| \| \| \| \| \| \| \| \| \| \| \| \| \| \| \| \| \| 13. Andrés Cobo de Figueroa \| \| \| \| \| \| \| \| \| \| \| \| \| \| \| \| \| \| \| \| \| \| \| \| \| \| \| \| \| \| \| \| \| \| \| \| \| \| \| \| \| \| \| \| \| \| \| \| \| \| \| \| \| \| 7. Francisca Cobo Figueroa del Aguila \| \| \| \| \| \| \| \| \| \| \| \| \| \| \| \| \| \| \| \| \| \| \| \| \| \| \| \| \| \| \| \| \| \| \| \| \| \| \| \| \| \| \| \| \| \| \| \| \| \| \| \| \| \| 14. Antonia del Águila Arévalo \| \| \| \| \| \| \| \| \| \| \| \| \| \| \| \| \| \| \| \| \| \| \| \| \| \| \| \| \| \| \| \| \| \| \| \| \| \| \| \| \| \| \| \| \| \| \| \| \| \| \| \| |                                                                                   |  |  |  |  |  |  |  |  |  |  |  |  |  |  |  |
| |                                                                                   |  |  |  |  |  |  |  |  |  |  |  |  |  |  |  |
| | 8. Miguel de Valencia y Castillejo, hidalgo y vecino de Málaga                    |  |  |  |  |  |  |  |  |  |  |  |  |  |  |  |
| |                                                                                   |  |  |  |  |  |  |  |  |  |  |  |  |  |  |  |
| |                                                                                   |  |  |  |  |  |  |  |  |  |  |  |  |  |  |  |
| | 4. Manuel de Valencia y Aranda                                                    |  |  |  |  |  |  |  |  |  |  |  |  |  |  |  |
| |                                                                                   |  |  |  |  |  |  |  |  |  |  |  |  |  |  |  |
| |                                                                                   |  |  |  |  |  |  |  |  |  |  |  |  |  |  |  |
| | 9. Ana de Aranda                                                                  |  |  |  |  |  |  |  |  |  |  |  |  |  |  |  |
| |                                                                                   |  |  |  |  |  |  |  |  |  |  |  |  |  |  |  |
| |                                                                                   |  |  |  |  |  |  |  |  |  |  |  |  |  |  |  |
| | 2. Pedro de Valencia y Aranda, alcalde de Popayán                                 |  |  |  |  |  |  |  |  |  |  |  |  |  |  |  |
| |                                                                                   |  |  |  |  |  |  |  |  |  |  |  |  |  |  |  |
| |                                                                                   |  |  |  |  |  |  |  |  |  |  |  |  |  |  |  |
| | 10. Pedro de Aranda                                                               |  |  |  |  |  |  |  |  |  |  |  |  |  |  |  |
| |                                                                                   |  |  |  |  |  |  |  |  |  |  |  |  |  |  |  |
| |                                                                                   |  |  |  |  |  |  |  |  |  |  |  |  |  |  |  |
| | 5. Ana de Aranda y Forcallo                                                       |  |  |  |  |  |  |  |  |  |  |  |  |  |  |  |
| |                                                                                   |  |  |  |  |  |  |  |  |  |  |  |  |  |  |  |
| |                                                                                   |  |  |  |  |  |  |  |  |  |  |  |  |  |  |  |
| | 11. María Forcallo                                                                |  |  |  |  |  |  |  |  |  |  |  |  |  |  |  |
| |                                                                                   |  |  |  |  |  |  |  |  |  |  |  |  |  |  |  |
| |                                                                                   |  |  |  |  |  |  |  |  |  |  |  |  |  |  |  |
| | 1. Pedro Agustín de Valencia, I tesorero perpetuo de la Casa de Moneda de Popayán |  |  |  |  |  |  |  |  |  |  |  |  |  |  |  |
| |                                                                                   |  |  |  |  |  |  |  |  |  |  |  |  |  |  |  |
| |                                                                                   |  |  |  |  |  |  |  |  |  |  |  |  |  |  |  |
| | 11. Juan Fernández del Castillo Maldonado                                         |  |  |  |  |  |  |  |  |  |  |  |  |  |  |  |
| |                                                                                   |  |  |  |  |  |  |  |  |  |  |  |  |  |  |  |
| |                                                                                   |  |  |  |  |  |  |  |  |  |  |  |  |  |  |  |
| | 6. Antonio Fernández del Castillo Centeno                                         |  |  |  |  |  |  |  |  |  |  |  |  |  |  |  |
| |                                                                                   |  |  |  |  |  |  |  |  |  |  |  |  |  |  |  |
| |                                                                                   |  |  |  |  |  |  |  |  |  |  |  |  |  |  |  |
| | 12. Clara Centeno                                                                 |  |  |  |  |  |  |  |  |  |  |  |  |  |  |  |
| |                                                                                   |  |  |  |  |  |  |  |  |  |  |  |  |  |  |  |
| |                                                                                   |  |  |  |  |  |  |  |  |  |  |  |  |  |  |  |
| | 3. María Josefa Fernández del Castillo y Cobo de Figueroa                         |  |  |  |  |  |  |  |  |  |  |  |  |  |  |  |
| |                                                                                   |  |  |  |  |  |  |  |  |  |  |  |  |  |  |  |
| |                                                                                   |  |  |  |  |  |  |  |  |  |  |  |  |  |  |  |
| | 13. Andrés Cobo de Figueroa                                                       |  |  |  |  |  |  |  |  |  |  |  |  |  |  |  |
| |                                                                                   |  |  |  |  |  |  |  |  |  |  |  |  |  |  |  |
| |                                                                                   |  |  |  |  |  |  |  |  |  |  |  |  |  |  |  |
| | 7. Francisca Cobo Figueroa del Aguila                                             |  |  |  |  |  |  |  |  |  |  |  |  |  |  |  |
| |                                                                                   |  |  |  |  |  |  |  |  |  |  |  |  |  |  |  |
| |                                                                                   |  |  |  |  |  |  |  |  |  |  |  |  |  |  |  |
| | 14. Antonia del Águila Arévalo                                                    |  |  |  |  |  |  |  |  |  |  |  |  |  |  |  |
| |                                                                                   |  |  |  |  |  |  |  |  |  |  |  |  |  |  |  |
| |                                                                                   |  |  |  |  |  |  |  |  |  |  |  |  |  |  |  |

## Mayorazgo de los Valencia
Fundado por Pedro Agustín de Valencia y Fernández del Castillo y por Jerónima Rosa Sáenz del Pontón y Hurtado, su mujer, mediante el testamento conjunto que hicieron en Popayán el 7 de junio de 1786, y confirmado por el marido en su codicilo del 19 de julio del mismo año. El principal activo vinculado era la tesorería de la casa de moneda, valorada en 4.000 pesos. Los fundadores llamaban en primer lugar a poseer el mayorazgo a su hijo Francisco y a sus descendientes, y después a los demás hijos del matrimonio con llamamientos regulares (prefiriendo a los varones sobre las mujeres dentro del mismo grado y línea). En el mismo testamento, los fundadores destinaron 1000 pesos a un montepío que constituyeron en favor de los hermanos de Pedro Agustín, pero esta fundación la revocaron el 26 de junio de 1787, agregando los 1.000 pesos al mayorazgo.
| Predecesor: Título creado por Fernando VI | 1° Tesorero Perpetuo de la Real Casa de Moneda de Popayán 15 de agosto de 1749 - 17 de marzo de 1788 | Sucesor: Francisco de Valencia y Sáenz del Pontón |